# Campionat del Món d'atletisme de 1983 - 800 metres femenins
Els 800 metres femenins al Campionat del Món d'atletisme de 1983 van tenir lloc a l'estadi Olímpic de Hèlsinki del 7 al 9 d'agost.
27 atletes van participar en la prova. La txecoslovaca Jarmila Kratochvílová, que deu dies abans havia batut el rècord del món, va guanyar la medalla d'or, un dia abans de guanyar també la prova dels quatre-cents metres (també amb rècord del món).

## Medallistes
| Or     | Jarmila Kratochvílová Txecoslovàquia (TCH)  |
| Argent | Liubov Gúrina Unió Soviètica (URS)          |
| Bronze | Yekaterina Podkopayeva Unió Soviètica (URS) |

## Rècords
| Rècords abans del Campionat del Món d'atletisme de 1983     | Rècords abans del Campionat del Món d'atletisme de 1983 | Rècords abans del Campionat del Món d'atletisme de 1983 | Rècords abans del Campionat del Món d'atletisme de 1983 | Rècords abans del Campionat del Món d'atletisme de 1983 |
| ----------------------------------------------------------- | ------------------------------------------------------- | ------------------------------------------------------- | ------------------------------------------------------- | ------------------------------------------------------- |
| Rècord del Món                                              | Jarmila Kratochvílová (TCH)                             | 1:53.28                                                 | 26 de juliol de 1983                                    | Múnic, Alemanya Occidental                              |
| Rècord del Campionat                                        | Nova prova                                              | Nova prova                                              | Nova prova                                              | Nova prova                                              |
| Rècords establerts al Campionat del Món d'atletisme de 1983 |                                                         |                                                         |                                                         |                                                         |
| Rècord del Campionat                                        | Jarmila Kratochvílová (TCH)                             | 1:54.68                                                 | 9 d'agost de 1983                                       | Hèlsinki, Finlàndia                                     |

## Resultats

### Final
La final va tenir lloc el 9 d'agost.
| Pos.              | Atleta                               | Temps   |
| ----------------- | ------------------------------------ | ------- |
| Medalla d'or      | Jarmila Kratochvílová (TCH)          | 1:54.68 |
| Medalla de plata  | Liubov Gúrina (URS)                  | 1:56.11 |
| Medalla de bronze | Yekaterina Podkopayeva (URS)         | 1:57.58 |
| 4.                | Margrit Klinger (FRG)                | 1:58.11 |
| 5.                | Robin Campbell (USA)                 | 2:00.03 |
| 6.                | Doina Melinte (ROU)                  | 2:00.13 |
| 7.                | Milena Matejkovičová-Strnadová (TCH) | 2:01.72 |
| 8.                | Antje Schröder (GDR)                 | 2:02.13 |

### Semifinals
Les semifinals van tenir lloc el 8 d'agost. Les quatre primeres atletes es classificaven per a la final.
| Pos. | Atleta                               | Temps   |
| ---- | ------------------------------------ | ------- |
| 1.   | Yekaterina Podkopayeva (URS)         | 1:59.55 |
| 2.   | Jarmila Kratochvílová (TCH)          | 1:59.58 |
| 3.   | Milena Matejkovičová-Strnadová (TCH) | 2:02.02 |
| 4.   | Robin Campbell (USA)                 | 2:00.22 |
| 5.   | Jolanta Januchta (POL)               | 2:02.23 |
| 6.   | Jill McCabe (SWE)                    | 2:02.92 |
| 7.   | Elena Lina (ROU)                     | 2:03.59 |
| 8.   | Célestine N'Drin (CIV)               | 2:08.14 |

| Pos. | Atleta                   | Temps   |
| ---- | ------------------------ | ------- |
| 1.   | Liubov Gúrina (URS)      | 1:59.33 |
| 2.   | Antje Schröder (GDR)     | 1:59.46 |
| 3.   | Margrit Klinger (FRG)    | 1:59.49 |
| 4.   | Doina Melinte (ROU)      | 1:59.60 |
| 5.   | Zuzana Moravčíková (TCH) | 1:59.96 |
| 6.   | Totka Petrova (BUL)      | 2:01.32 |
| 7.   | Tina Krebs (DEN)         | 2:02.19 |
| 8.   | Jennifer Bean (BER)      | 2:12.93 |

### Sèries classificatòries
Les quatre sèries classificatòries van tenir lloc el 7 d'agost. Les tres primeres atletes de cada sèrie i els quatre millors temps avançaven a les semifinals.
| Pos. | Atleta                               | Temps   |
| ---- | ------------------------------------ | ------- |
| 1.   | Margrit Klinger (FRG)                | 2:02.08 |
| 2.   | Jolanta Januchta (POL)               | 2:02.58 |
| 3.   | Milena Matejkovičová-Strnadová (TCH) | 2:02.60 |
| 4.   | Elena Lina (ROU)                     | 2:04.50 |
| 5.   | Attina Sawtell (COK)                 | 2:18.25 |
| 6.   | Kungu Bakombo (ZAI)                  | 2:19.68 |

| Pos. | Atleta                       | Temps   |
| ---- | ---------------------------- | ------- |
| 1.   | Yekaterina Podkopayeva (URS) | 2:06.42 |
| 2.   | Totka Petrova (BUL)          | 2:06.60 |
| 3.   | Zuzana Moravčíková (TCH)     | 2:06.76 |
| 4.   | Jill McCabe (SWE)            | 2:07.23 |
| 5.   | Maria Lomba (STP)            | 2:21.90 |
| —    | Fatalmoudou Touré (MLI)      | DQ      |

| Pos. | Atleta                      | Temps   |
| ---- | --------------------------- | ------- |
| 1.   | Antje Schröder (GDR)        | 2:10.61 |
| 2.   | Jarmila Kratochvílová (TCH) | 2:12.35 |
| 3.   | Célestine N'Drin (CIV)      | 2:12.52 |
| 4.   | Hala El-Moughrabi (SYR)     | 2:15.37 |
| 5.   | Eucaris Caicedo (COL)       | 2:17.06 |
| 6.   | Sofiya Mohamed (COM)        | 2:55.64 |
| —    | Irina Podyalovskaya (URS)   | DNS     |

| Pos. | Atleta                  | Temps   |
| ---- | ----------------------- | ------- |
| 1.   | Liubov Gúrina (URS)     | 2:04.17 |
| 2.   | Doina Melinte (ROU)     | 2:04.30 |
| 3.   | Robin Campbell (USA)    | 2:04.83 |
| 4.   | Tina Krebs (DEN)        | 2:05.49 |
| 5.   | Jennifer Bean (BER)     | 2:13.80 |
| 6.   | Be Trinh Thi (VIE)      | 2:17.54 |
| 7.   | Khadija Al Matari (JOR) | 2:28.72 |